# Sile (Ägypten)
Sile (auch Tjaru, Tharo, Djaru, Zaru; arabisch Tell Abu Sefeh; altägyptisch Pa-chetem-en-tjaru; akkadisch sillu) war eine ägyptische Festungsanlage, die im Ostdelta am heutigen Sueskanal lag und von den Königen der 18. und 19. Dynastie genutzt wurde.

## Geschichte
Der Ortsname Tjaru ist erstmals im Mittleren Reich in der Aussage „Dua-Cheti, der Mann von Tjaru“ bezeugt. Ahmose I. aus der 18. Dynastie „bekämpfte die Hyksos in Tjaru“. Einer Notiz auf dem mathematischen Papyrus Rhind ist zu entnehmen, dass im zweiten Peretmonat (Anfang Februar) des elften Regierungsjahres von Chamudi (1533/32 v. Chr.) Ahmose I. (18. Regierungsjahr) Heliopolis einnahm und etwa ein halbes Jahr später am 25. Achet I zur Zeit der Nilflut (Mitte August) Sile zurückeroberte.
Im Amarna-Brief EA 288 wurde Sile in akkadischer Sprache als „sillu“ bezeichnet. Ramses II. startete von Sile seinen Feldzug nach Kadesch. Auch sonst diente Sile unter anderem auch als Ausgangspunkt für Expeditionen über den Horusweg, der Haupthandelsroute, in die Regionen Retjenu, Amurru und Naharina. Nach der Vertreibung der Hyksos wurde Sile in erster Linie als Verteidigungsanlage gegen eventuell neue Eroberungsangriffe aus dem asiatischen Raum gebaut. Die Grenzmauern hatten eine Stärke von 13 Metern, die aus gebrannten Lehmziegeln erbaut wurden. Die Festungsanlage, 500 Meter × 250 Meter, war zugleich die größte Verteidigungsburg in einer Reihe von zehn weiteren grenznahen Festungsbauten wie beispielsweise der Migdol des Ramses III. Um die Anlage wurde ein tiefer Wassergraben gezogen, um Angreifer fernzuhalten. 24 Wachtürme wurden in die Außenmauern integriert.
Die archäologischen Ausgrabungen begannen 1991 im Rahmen des Sinai-Archäologie-Projekts unter der Leitung von Mohammed Abdul Maqsoud. In der zweiten Jahreshälfte 2007 wurden die Grabungsfunde veröffentlicht. So fanden sich in den Wohnanlagen und Gräbern Spuren von Vulkanasche sowie 20 Bimssteinfragmente, die in das 16. Jahrhundert v. Chr. datieren. Zahi Hawass und andere Wissenschaftler sehen daher einen Zusammenhang mit dem Vulkanausbruch auf Santorin. Passatwinde könnten die Vulkanasche in das Nildelta transportiert haben. Georges Vougioukalakis, griechischer Geologe, vermutet, dass die Bimssteinfragmente mit der Meeresströmung nach Ägypten gelangten. Bezug wird von einigen Wissenschaftlern auch auf die Unwetterstele des Ahmose I. genommen. Es wird von einer Naturkatastrophe berichtet: „Von ungeheurem Tosen und tagelanger Finsternis in ganz Ägypten“, was einer typischen Begleiterscheinung eines Vulkanausbruchs entspricht. Andere Wissenschaftler vertreten die Ansicht, dass jenes „Unwetter“ symbolisch als Zustand der Verwüstung in Ägypten nach dem Ende der Hyksoszeit zu interpretieren ist. Die Archäologie konnte bislang keine Spur einer Ascheschicht während der Regierungszeit des Ahmose I. in Auaris oder Unterägypten nachweisen.
Das „Unwetter“ ereignete sich zwischen dem elften und dem 22. Regierungsjahr des Ahmose I. Nach Jürgen von Beckeraths Datierung müsste die Katastrophe zwischen 1539 v. Chr. bis 1528 v. Chr. stattgefunden haben. Neuere Untersuchungen ergaben jedoch, dass sich der Vulkanausbruch auf Santorin etwa zwischen 1627 und 1600 v. Chr. ereignete.